# Gaius Ummidius Quadratus
Gaius Ummidius Quadratus S(everus?) Sertorius (* ca. 83/84) war ein römischer Politiker und Senator des 2. Jahrhunderts n. Chr.
Ummidius Quadratus war ein Urenkel des Gaius Ummidius Durmius Quadratus, Suffektkonsul um 40, und Enkel der Ummidia Quadratilla. In Rom wohnte er im ehemaligen Haus des Gaius Cassius Longinus, welches er von seiner Großmutter erbte. Um 106/107 gemeinsam mit Gnaeus Pedanius Fuscus Salinator als egregium par („ein glänzendes Fechterpaar“) von Plinius hochgelobt, der beide als Jünglinge in Rom reden hörte. Ummidius Quadratus gehörte zum engsten Zirkel um Kaiser Hadrian. Außerdem betätigte er sich als Rechtsanwalt.
Schon bald nach 107 muss der adulescens singularis („außergewöhnlich junger Mann“), wie Plinius ihn in voller Bewunderung tituliert, aufgrund seines Alters als Quästor in den Senat aufgenommen worden sein. In den folgenden Jahren durchlief er eine Ämterlaufbahn, die ihn vermutlich oftmals von Rom wegführte. Im Jahr 118 war Ummidius Quadratus als Suffektkonsul indirekter Nachfolger des Fuscus Salinator und Amtskollege des gerade abwesenden Kaisers. Durch eine Inschrift und Militärdiplome ist belegt, dass er 119 bis 121 Statthalter (Legatus Augusti pro praetore) in der Provinz Moesia inferior war; er dürfte von ca. 118/119 bis 121/122 als Statthalter in der Provinz amtiert haben. Vielleicht verwaltete er als Prokonsul die Provinz Africa, seine Amtszeit dürfte dann in der ersten Hälfte der 130er Jahre liegen. Zum letzten Mal trat Ummidius Quadratus in der Endphase von Hadrians Regierungszeit in Erscheinung, als er im Zuge der Nachfolgeregelung beim Kaiser in Ungnade fiel. Ob er die „Verfolgung“ durch Hadrian überlebt hat, bleibt unsicher.
Sein Sohn dürfte ein Ummidius Quadratus gewesen sein, der Ehemann der Annia Cornificia Faustina und damit Schwager des Kaisers Mark Aurel war.